# Casale Corte Cerro
Casale Corte Cerro ist eine Gemeinde in der italienischen Provinz Verbano-Cusio-Ossola (VB) in der Region Piemont.

## Lage und Einwohner
Casale Corte Cerro liegt 14 km westlich von der Provinzhauptstadt Verbania entfernt und umfasst eine Fläche von 12 km². Die Gemeinde besteht aus den Ortsteilen Arzo, Cafferonio, Cassinone, Cereda, Crebbia, Crottofantone, Gabbio, Montebuglio, Motto, Pramore, Ramate, Ricciano, Sant'Anna und Tanchello.
Die Nachbargemeinden sind Germagno, Gravellona Toce, Loreglia, Omegna und Ornavasso. Die Gesamtgemeinde hat 3350 Einwohner (Stand 31. Dezember 2023).

## Geschichte

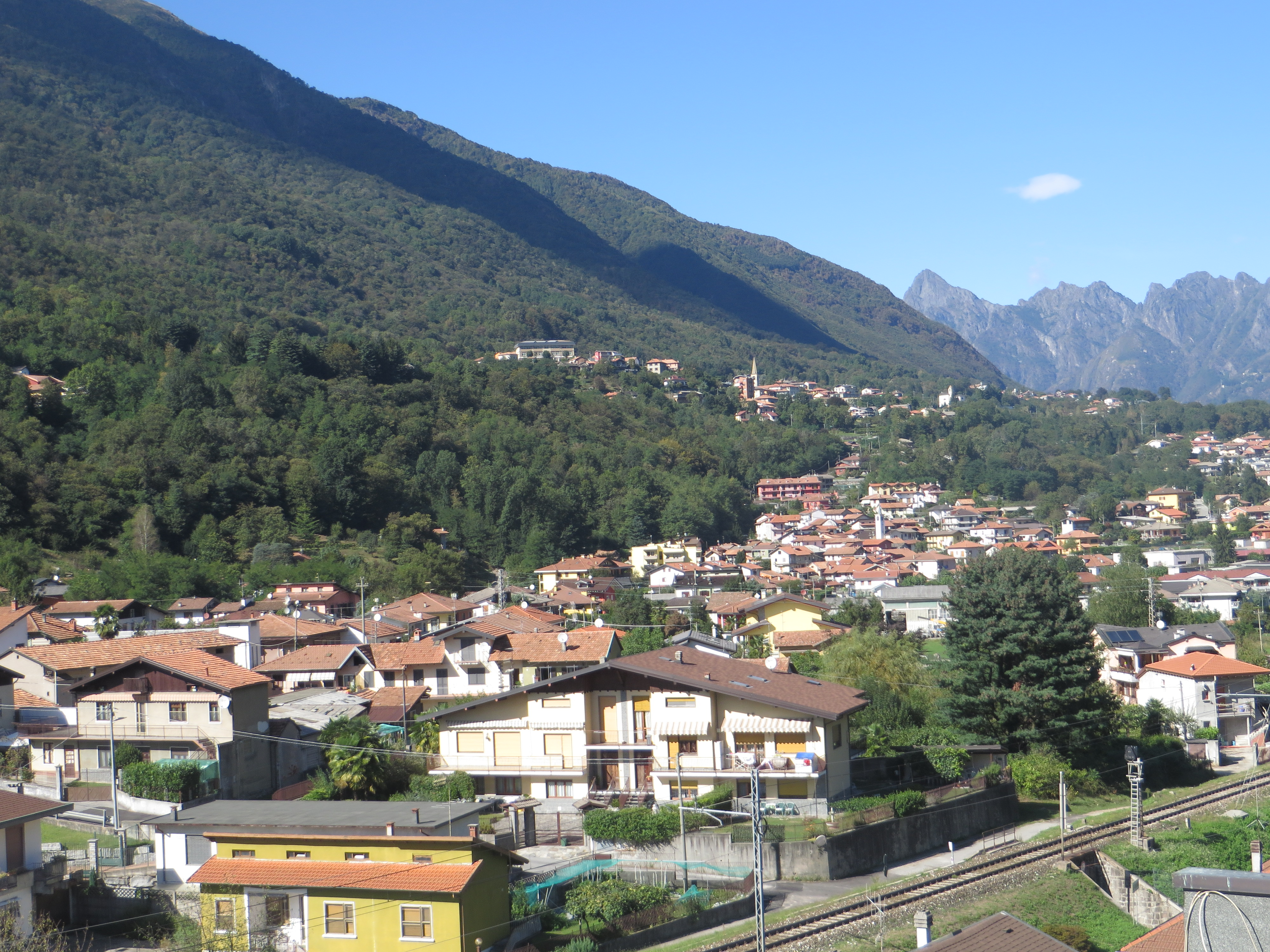
Casale Corte Cerro

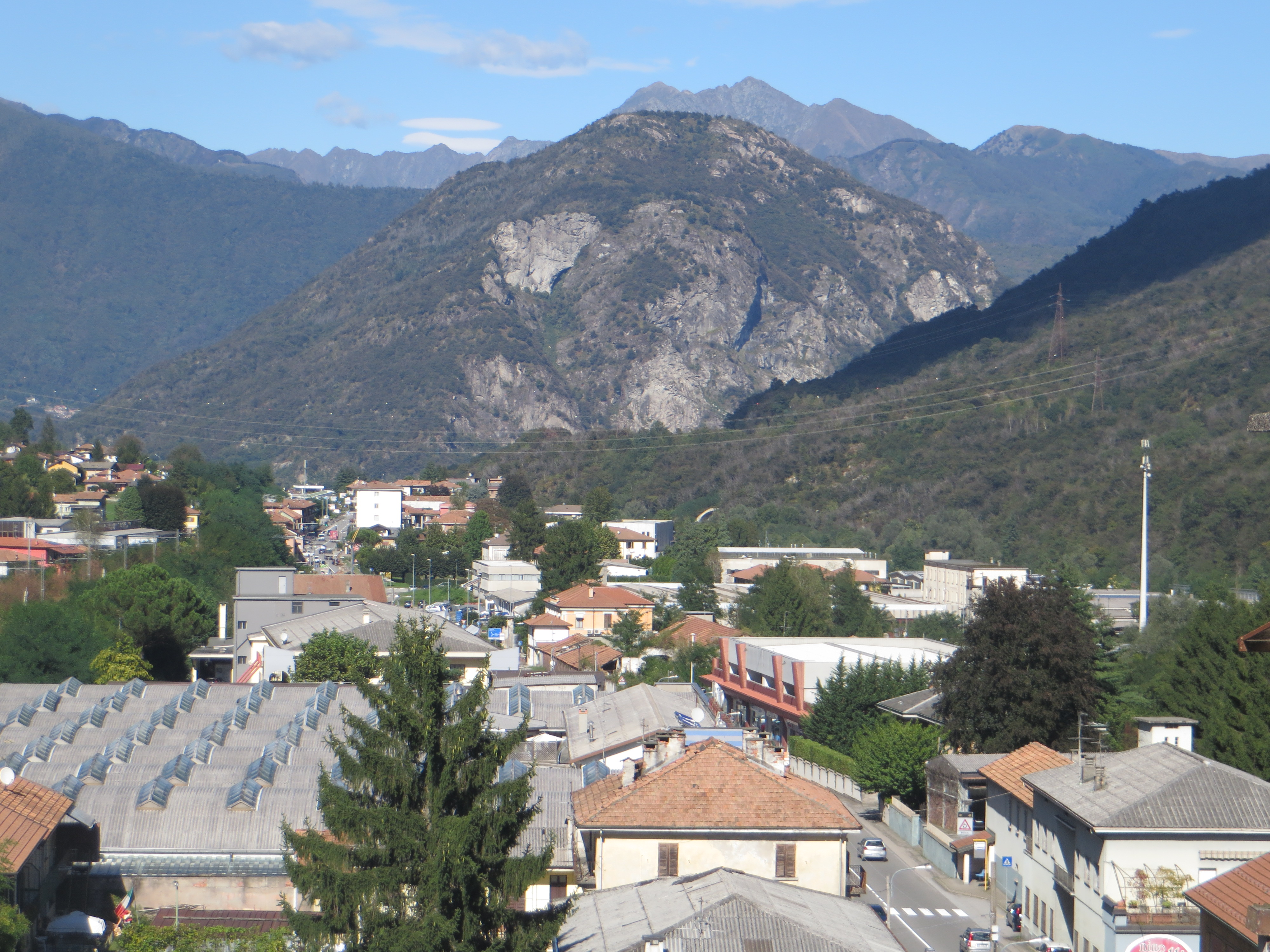
Ortsteil Sant’Anna

Um 1500 stand die Gemeinde unter der Gerichtsbarkeit der Grafschaft Angera, bevor es zum Land der Familie Borromeo wurde. 1796 begann Napoleon Bonaparte den Italienfeldzug. Er besiegte das Königreich Sardinien-Piemont und eroberte das Piemont. 1799 entstand dort die autonome Piemontesische Republik. 1802 wurde das Piemont von Frankreich annektiert.
Beim Wiener Kongress 1815 erhielt das Königreich Sardinien Savoyen, Piemont und Nizza zurück und zusätzlich Genua.
1861 bis 1946 gehörte die Gemeinde zum Königreich Italien.
Im Zweiten Weltkrieg war es Schauplatz eines heftigen Konflikts zwischen Partisanen, Faschisten und Einheiten der Wehrmacht.

## Sehenswürdigkeiten
- Pfarrkirche San Giorgio e Madonna Del Rosario erstmals erwähnt 1046, geweiht 1352 und nochmals 1697, erbaut im Barockstil.
- Pfarrkirche San Tommaso im Ortsteil Montebuglio, erbaut 1600–1700.
- Pfarrkirche San Lorenzo e Sant'Anna im Ortsteil Ramate, ursprünglich Oratorium von 1600, dann erweitert 1959.
- Kleine Wallfahrtskirche Madonna di Caravaggio, genannt auch Santuario del Balmello, erbaut zwischen Montebuglio und Cassinone.
- Oratorium San Defendente e Santo Stefano im Ortsteil Arzo.
- Oratorium San Rocco e Madonna della Mercede im Ortsteil Cereda.
- Oratorium Santissima Trinità im Ortsteil Crebbia.
- Oratorium San Giovanni Battista im Ortsteil Tanchello.

## Persönlichkeiten
- Alfonso Bialetti (* 1888 in Montebuglio, Casale Corte Cerro; † 1970 in Omegna), italienischer Gießer
- Renato Bialetti (* 1923 in Omegna; † 2016 in Ascona), italienischer Unternehmer. In Casale Corte Cerro beerdigt.[3]